# Fußball-Asienmeisterschaft 2011/Gruppe C
| Pl. | Land       | Sp. | S | U | N | Tore    | Diff. | Punkte |
| --- | ---------- | --- | - | - | - | ------- | ----- | ------ |
| 1.  | Australien | 3   | 2 | 1 | 0 | 006:100 | +5    | 07     |
| 2.  | Südkorea   | 3   | 2 | 1 | 0 | 007:300 | +4    | 07     |
| 3.  | Bahrain    | 3   | 1 | 0 | 2 | 006:500 | +1    | 03     |
| 4.  | Indien     | 3   | 0 | 0 | 3 | 003:130 | −10   | 0      |

Der Artikel gibt Auskunft über die Spiele der Gruppe C bei der Fußball-Asienmeisterschaft 2011 in Katar.

## Indien – Australien 0:4 (0:3)
| Indien                                                                                  | Indien | Australien | Australien |
| --------------------------------------------------------------------------------------- | --- | --- | ---------- |
| Indien                                                                                  | \| 1. Spieltag \| \| Montag, 10. Januar 2011 um 16:15 Uhr (14:15 Uhr MEZ) in Doha (Jassim-Bin-Hamad-Stadion) \| \| Zuschauer: 9.783 \| \| Schiedsrichter: Ali al-Badwawi ( Vereinigte Arabische Emirate) \| \| Spielbericht \|                                                     | \| 1. Spieltag \| \| Montag, 10. Januar 2011 um 16:15 Uhr (14:15 Uhr MEZ) in Doha (Jassim-Bin-Hamad-Stadion) \| \| Zuschauer: 9.783 \| \| Schiedsrichter: Ali al-Badwawi ( Vereinigte Arabische Emirate) \| \| Spielbericht \|                       | Australien |
| Indien                                                                                  | Subrata Pal – Irungbam Surkumar Singh, Gouramangi Moirangthem Singh, Anwar Ali, Deepak Mondal – Steven Dias (79. P. Renedy Singh), Climax Lawrence, N. P. Pradeep (61. Mehrajuddin Wadoo), Syed Nabi – Mohammed Rafi (63. Abhishek Yadav), Sunil Chhetri Cheftrainer: Bob Houghton | Mark Schwarzer – Luke Wilkshire, Lucas Neill, Saša Ognenovski, David Carney – Brett Emerton (77. Nathan Burns), Jason Culina, Mile Jedinak (62. Matt McKay), Brett Holman – Harry Kewell (72. Scott McDonald), Tim Cahill Cheftrainer: Holger Osieck | Australien |
| Indien                                                                                  | 0:1 Tim Cahill (11.) 0:2 Harry Kewell (24.) 0:3 Brett Holman (45.) 0:4 Tim Cahill (64.) | | Australien |
| Indien                                                                                  | Spieler des Spiels: Tim Cahill (Australien) | | Australien |
| 1. Spieltag                                                                             | | |            |
| Montag, 10. Januar 2011 um 16:15 Uhr (14:15 Uhr MEZ) in Doha (Jassim-Bin-Hamad-Stadion) | | |            |
| Zuschauer: 9.783                                                                        | | |            |
| Schiedsrichter: Ali al-Badwawi ( Vereinigte Arabische Emirate)                          | | |            |
| Spielbericht                                                                            | | |            |

## Südkorea – Bahrain 2:1 (1:0)
| Südkorea                                                                          | Südkorea | Bahrain | Bahrain |
| --------------------------------------------------------------------------------- | --- | --- | ------- |
| Südkorea                                                                          | \| 1. Spieltag \| \| Montag, 10. Januar 2011 um 19:15 Uhr (17:15 Uhr MEZ) in Doha (Al-Gharafa Stadium) \| \| Zuschauer: 6.669 \| \| Schiedsrichter: Abdullah al-Hilali ( Oman) \| \| Spielbericht \|                                                | \| 1. Spieltag \| \| Montag, 10. Januar 2011 um 19:15 Uhr (17:15 Uhr MEZ) in Doha (Al-Gharafa Stadium) \| \| Zuschauer: 6.669 \| \| Schiedsrichter: Abdullah al-Hilali ( Oman) \| \| Spielbericht \| | Bahrain |
| Südkorea                                                                          | Jung Sung-ryong – Cha Du-ri, Kwak Tae-hwi, Lee Jung-soo, Lee Young-pyo – Ki Sung-yong, Lee Yong-rae – Lee Chung-yong, Park Ji-sung, Koo Ja-cheol (78. Yeom Ki-hun) – Ji Dong-won (68. Son Heung-min, 85. Cho Yong-hyung) Cheftrainer: Cho Kwang-rae | Mahmood Mansoor – Abdullah Omar, Abdulla al-Marzooqi, Ebrahim al-Mishkhas, Rashed al-Hooti – Ismail Abdullatif (79. Abdulla al-Dakeel), Abdulla Baba Fatadi, Faouzi Aaish, Hussain Ali Baba (11. Hamad Rakea al-Anezi), Mahmood Abdulrahman (69. Abbas Ayyad) – Jaycee Okwunwanne Cheftrainer: Salman Sharida | Bahrain |
| Südkorea                                                                          | 1:0 Koo Ja-cheol (40.) 2:0 Koo Ja-cheol (52.) | 2:1 Faouzi Aaish (87., Elfmeter) | Bahrain |
| Südkorea                                                                          | Lee Jung-soo (81.) | Faouzi Aaish (55.) | Bahrain |
| Südkorea                                                                          | Kwak Tae-hwi (83.) | | Bahrain |
| Südkorea                                                                          | Spieler des Spiels: Koo Ja-cheol (Südkorea) | | Bahrain |
| 1. Spieltag                                                                       | | |         |
| Montag, 10. Januar 2011 um 19:15 Uhr (17:15 Uhr MEZ) in Doha (Al-Gharafa Stadium) | | |         |
| Zuschauer: 6.669                                                                  | | |         |
| Schiedsrichter: Abdullah al-Hilali ( Oman)                                        | | |         |
| Spielbericht                                                                      | | |         |

## Australien – Südkorea 1:1 (0:1)
| Australien                                                                         | Australien | Südkorea | Südkorea |
| ---------------------------------------------------------------------------------- | --- | --- | -------- |
| Australien                                                                         | \| 2. Spieltag \| \| Freitag, 14. Januar 2011 um 16:15 Uhr (14:15 Uhr MEZ) in Doha (Al-Gharafa Stadium) \| \| Zuschauer: 15.526 \| \| Schiedsrichter: Abdulrahman Abdou ( Katar) \| \| Spielbericht \|                                          | \| 2. Spieltag \| \| Freitag, 14. Januar 2011 um 16:15 Uhr (14:15 Uhr MEZ) in Doha (Al-Gharafa Stadium) \| \| Zuschauer: 15.526 \| \| Schiedsrichter: Abdulrahman Abdou ( Katar) \| \| Spielbericht \|                                               | Südkorea |
| Australien                                                                         | Mark Schwarzer – Luke Wilkshire (69. Jade North), Lucas Neill, Saša Ognenovski, David Carney – Brett Emerton, Jason Culina (46. Carl Valeri), Mile Jedinak, Brett Holman (89. Matt McKay) – Harry Kewell, Tim Cahill Cheftrainer: Holger Osieck | Jung Sung-ryong – Cha Du-ri, Lee Jung-soo, Hwang Jae-won, Lee Young-pyo – Ki Sung-yong, Lee Yong-rae – Lee Chung-yong, Park Ji-sung, Koo Ja-cheol (67. Yeom Ki-hun) – Ji Dong-won (67. Yoo Byung-soo, 90. Yoon Bit-garam) Cheftrainer: Cho Kwang-rae | Südkorea |
| Australien                                                                         | 1:1 Mile Jedinak (62.) | 0:1 Koo Ja-cheol (24.) | Südkorea |
| Australien                                                                         | Brett Emerton (29.), Saša Ognenovski (43.), Tim Cahill (90.) | Cha Du-ri (22.), Ki Sung-yong (35.) | Südkorea |
| Australien                                                                         | Spieler des Spiels: Park Ji-sung (Südkorea) | | Südkorea |
| 2. Spieltag                                                                        | | |          |
| Freitag, 14. Januar 2011 um 16:15 Uhr (14:15 Uhr MEZ) in Doha (Al-Gharafa Stadium) | | |          |
| Zuschauer: 15.526                                                                  | | |          |
| Schiedsrichter: Abdulrahman Abdou ( Katar)                                         | | |          |
| Spielbericht                                                                       | | |          |

## Bahrain – Indien 5:2 (4:1)
| Bahrain                                                                                  | Bahrain | Indien | Indien |
| ---------------------------------------------------------------------------------------- | --- | --- | ------ |
| Bahrain                                                                                  | \| 2. Spieltag \| \| Freitag, 14. Januar 2011 um 19:15 Uhr (17:15 Uhr MEZ) in Doha (Jassim-Bin-Hamad-Stadion) \| \| Zuschauer: 11.032 \| \| Schiedsrichter: Subkhiddin Mohd Salleh ( Malaysia) \| \| Spielbericht \|                                                                                       | \| 2. Spieltag \| \| Freitag, 14. Januar 2011 um 19:15 Uhr (17:15 Uhr MEZ) in Doha (Jassim-Bin-Hamad-Stadion) \| \| Zuschauer: 11.032 \| \| Schiedsrichter: Subkhiddin Mohd Salleh ( Malaysia) \| \| Spielbericht \|                                           | Indien |
| Bahrain                                                                                  | Mahmood Abdulla – Abdullah Omar, Abdulla al-Marzooqi, Ebrahim al-Mishkhas, Salman Isa – Ismail Abdullatif (83. Dawood Saad), Abdulwahab al-Safi, Abdulla al-Dakeel (67. Mahmood Abdulrahman), Hamad Rakea al-Anezi, Faouzi Aaish – Jaycee Okwunwanne (79. Abdulla Baba Fatadi) Cheftrainer: Salman Sharida | Subrata Pal – Irungbam Surkumar Singh, Gouramangi Moirangthem Singh, Anwar Ali, Syed Nabi – Steven Dias, Climax Lawrence, N. P. Pradeep (74. Deepak Mondal), P. Renedy Singh (74. Mehrajuddin Wadoo) – Abhishek Yadav, Sunil Chhetri Cheftrainer: Bob Houghton | Indien |
| Bahrain                                                                                  | 1:0 Faouzi Aaish (8., Elfmeter) 2:1 Ismail Abdullatif (16.) 3:1 Ismail Abdullatif (19.) 4:1 Ismail Abdullatif (35.) 5:2 Ismail Abdullatif (77.) | 1:1 Gouramangi Moirangthem Singh (9.) 4:2 Sunil Chhetri (52.) | Indien |
| Bahrain                                                                                  | Steven Dias (18.), Sunil Chhetri (90.) | | Indien |
| Bahrain                                                                                  | Faouzi Aaish (62.) | | Indien |
| Bahrain                                                                                  | Spieler des Spiels: Ismail Abdullatif (Bahrain) | | Indien |
| 2. Spieltag                                                                              | | |        |
| Freitag, 14. Januar 2011 um 19:15 Uhr (17:15 Uhr MEZ) in Doha (Jassim-Bin-Hamad-Stadion) | | |        |
| Zuschauer: 11.032                                                                        | | |        |
| Schiedsrichter: Subkhiddin Mohd Salleh ( Malaysia)                                       | | |        |
| Spielbericht                                                                             | | |        |

## Australien – Bahrain 1:0 (1:0)
| Australien                                                                                | Australien | Bahrain | Bahrain |
| ----------------------------------------------------------------------------------------- | --- | --- | ------- |
| Australien                                                                                | \| 3. Spieltag \| \| Dienstag, 18. Januar 2011 um 16:15 Uhr (14:15 Uhr MEZ) in Doha (Jassim-Bin-Hamad-Stadion) \| \| Zuschauer: 3.919 \| \| Schiedsrichter: Yūichi Nishimura ( Japan) \| \| Spielbericht \|                                      | \| 3. Spieltag \| \| Dienstag, 18. Januar 2011 um 16:15 Uhr (14:15 Uhr MEZ) in Doha (Jassim-Bin-Hamad-Stadion) \| \| Zuschauer: 3.919 \| \| Schiedsrichter: Yūichi Nishimura ( Japan) \| \| Spielbericht \| | Bahrain |
| Australien                                                                                | Mark Schwarzer – Jade North (80. Neil Kilkenny), Lucas Neill, Saša Ognenovski, Mile Jedinak – Brett Emerton, Carl Valeri, Matt McKay, Brett Holman – Harry Kewell (76. Scott McDonald), Tim Cahill (90. Robbie Kruse) Cheftrainer: Holger Osieck | Mahmood Abdulla – Abdullah Omar, Abdulla al-Marzooqi, Ebrahim al-Mishkhas, Salman Isa (90. Abdulwahab al-Malood) – Ismail Abdullatif, Hamad Rakea al-Anezi, Mahmood Abdulrahman (55. Rashed al-Hooti), Abdulwahab al-Safi, Abdulla Baba Fatadi – Jaycee Okwunwanne (66. Abdulla al-Dakeel) Cheftrainer: Salman Sharida | Bahrain |
| Australien                                                                                | 1:0 Mile Jedinak (37.) | | Bahrain |
| Australien                                                                                | Brett Emerton (42.), Brett Holman (86.) | Jaycee Okwunwanne (29.), Abdulla Baba Fatadi (65.), Abdulwahab al-Safi (71.), Ebrahim al-Mishkhas (81.) | Bahrain |
| Australien                                                                                | Spieler des Spiels: Mark Schwarzer (Australien) | | Bahrain |
| 3. Spieltag                                                                               | | |         |
| Dienstag, 18. Januar 2011 um 16:15 Uhr (14:15 Uhr MEZ) in Doha (Jassim-Bin-Hamad-Stadion) | | |         |
| Zuschauer: 3.919                                                                          | | |         |
| Schiedsrichter: Yūichi Nishimura ( Japan)                                                 | | |         |
| Spielbericht                                                                              | | |         |

## Südkorea – Indien 4:1 (3:1)
| Südkorea                                                                            | Südkorea | Indien | Indien |
| ----------------------------------------------------------------------------------- | --- | --- | ------ |
| Südkorea                                                                            | \| 3. Spieltag \| \| Dienstag, 18. Januar 2011 um 16:15 Uhr (14:15 Uhr MEZ) in Doha (Al-Gharafa Stadium) \| \| Zuschauer: 11.366 \| \| Schiedsrichter: Khalil al-Ghamdi ( Saudi-Arabien) \| \| Spielbericht \|                                         | \| 3. Spieltag \| \| Dienstag, 18. Januar 2011 um 16:15 Uhr (14:15 Uhr MEZ) in Doha (Al-Gharafa Stadium) \| \| Zuschauer: 11.366 \| \| Schiedsrichter: Khalil al-Ghamdi ( Saudi-Arabien) \| \| Spielbericht \|                                                                      | Indien |
| Südkorea                                                                            | Jung Sung-ryong – Cha Du-ri (46. Choi Hyo-jin), Hwang Jae-won, Kwak Tae-hwi, Lee Young-pyo – Ki Sung-yong (46. Son Heung-min), Lee Yong-rae – Lee Chung-yong, Park Ji-sung (76. Yoon Bit-garam), Koo Ja-cheol – Ji Dong-won Cheftrainer: Cho Kwang-rae | Subrata Pal – Irungbam Surkumar Singh, Gouramangi Moirangthem Singh, Anwar Ali, P. Renedy Singh (5. Deepak Mondal) – Steven Dias, Climax Lawrence, N. P. Pradeep (56. Mehrajuddin Wadoo), Syed Nabi – Sunil Chhetri, Abhishek Yadav (78. Baichung Bhutia) Cheftrainer: Bob Houghton | Indien |
| Südkorea                                                                            | 1:0 Ji Dong-won (6.) 2:0 Koo Ja-cheol (9.) 3:1 Ji Dong-won (23.) 4:1 Son Heung-min (81.) | 2:1 Sunil Chhetri (12, Elfmeter) | Indien |
| Südkorea                                                                            | Syed Nabi (66.) | | Indien |
| Südkorea                                                                            | Spieler des Spiels: Koo Ja-cheol (Südkorea) | | Indien |
| 3. Spieltag                                                                         | | |        |
| Dienstag, 18. Januar 2011 um 16:15 Uhr (14:15 Uhr MEZ) in Doha (Al-Gharafa Stadium) | | |        |
| Zuschauer: 11.366                                                                   | | |        |
| Schiedsrichter: Khalil al-Ghamdi ( Saudi-Arabien)                                   | | |        |
| Spielbericht                                                                        | | |        |